# Serie A 2017 (pallapugno)
La Serie A 2017, chiamata per ragioni di sponsorizzazione Serie A Trofeo Araldica, è stata la 96ª edizione del massimo campionato italiano di pallapugno maschile.

## Squadre partecipanti
| Club                                    | Capitano          | Città                       |
| --------------------------------------- | ----------------- | --------------------------- |
| Clinica Tealdo Scotta Alta Langa        | Davide Dutto      | San Benedetto Belbo (CN)    |
| 958 Santero Augusto Manzo               | Massimo Marcarino | Santo Stefano Belbo (CN)    |
| BioEcoShop Bubbio                       | Roberto Corino    | Bubbio (AT)                 |
| Torronalba Canalese                     | Bruno Campagno    | Canale (CN)                 |
| Araldica Castagnole Lanze               | Massimo Vacchetto | Castagnole delle Lanze (AT) |
| Egea Cortemilia                         | Enrico Parussa    | Cortemilia (CN)             |
| Ristorante Flipper Imperiese            | Daniele Grasso    | Dolcedo (IM)                |
| Mondofood Acqua San Bernardo Merlese    | Andrea Pettavino  | Mondovì (CN)                |
| Araldica Pro Spigno                     | Paolo Vacchetto   | Spigno Monferrato (AL)      |
| Acqua San Bernardo Bre Banca Subalcuneo | Federico Raviola  | Cuneo                       |

## Prima Fase
|    | Club             | P  |
| -- | ---------------- | -- |
| 1  | Canalese         | 17 |
| 2  | Castagnole Lanze | 16 |
| 3  | Subalcuneo       | 12 |
| 4  | Bubbio           | 9  |
| 5  | Alta Langa       | 9  |
| 6  | Augusto Manzo    | 8  |
| 7  | Cortemilia       | 7  |
| 8  | Merlese          | 7  |
| 9  | Pro Spigno       | 5  |
| 10 | Imperiese        | 0  |

## Seconda Fase
|   | Club             | P  |
| - | ---------------- | -- |
| 1 | Castagnole Lanze | 36 |
| 2 | Subalcuneo       | 28 |
| 3 | Canalese         | 23 |
| 4 | Alta Langa       | 17 |
| 5 | Augusto Manzo    | 14 |
| 6 | Bubbio           | 13 |

|    | Club       | P  |
| -- | ---------- | -- |
| 7  | Cortemilia | 15 |
| 8  | Merlese    | 15 |
| 9  | Pro Spigno | 13 |
| 10 | Imperiese  | 0  |

Imperiese retrocessa in Serie B.

## Fase Finale

### Spareggi Play-off
| Alta Langa    | Cortemilia | 11-7 |
| Augusto Manzo | Bubbio     | 5-11 |

| Alta Langa | Bubbio | 11-5 |

### Finali Scudetto
| Squadra 1        | Squadra 2  | Andata | Ritorno | Spareggio |
| ---------------- | ---------- | ------ | ------- | --------- |
| Castagnole Lanze | Alta Langa | 11-2   | 11-5    |           |
| Canalese         | Subalcuneo | 11-8   | 9-11    | 11-0      |

| Squadra 1        | Squadra 2 | Andata | Ritorno |
| ---------------- | --------- | ------ | ------- |
| Castagnole Lanze | Canalese  | 11-10  | 11-10   |

## Squadra Campione d'Italia
Araldica Castagnole Lanze
- Battitore: Massimo Vacchetto
- Spalla: Gianluca Busca
- Terzini: Lorenzo Bolla, Emanuele Prandi.
- Riserva: Alessio Monzeglio
- Direttore tecnico: Gianni Rigo